# Sebas Diniz
Sebastian Diniz (Borne, 16 januari 2002) is een Nederlandse langebaanschaatser bij de schaatsploeg team IKO.

## Biografie
Sebas is geboren en getogen in Borne, waar hij al vroeg begon met schaatsen. Hij schaatste al vroeg in Enschede net zoals zijn zussen. Diniz heeft de voorkeur voor de korte afstanden, 500 en 1000 meter.

## Senioren
Hij begon bij Sprint Team Oost en verdiende startbewijzen voor de NK Afstanden. Op 7 april 2021 werd bekend dat Diniz tekende bij TalentNED van Gerard Kemkers.
Een jaar later stapte hij over naar team IKO en tekende voor twee jaar.
Op de wereldbekerkwalificatiewedstrijden in het seizoen 2023-2024 pakte hij met een tweede plaats op de 500 meter een ticket voor de wereldbeker. Hij reed hier 37:70. Zijn debuut bij de wereldbeker was echter eentje om snel te vergeten. Tegen Jordan Stolz ging Diniz in de laatste bocht onderuit.

## Persoonlijke records
| Afstand    | Tijd    | Datum           | Baan       |
| ---------- | ------- | --------------- | ---------- |
| 500 meter  | 34,41   | 26 januari 2025 | Calgary    |
| 1000 meter | 1.10,13 | 30 oktober 2022 | Heerenveen |
| 1500 meter | 1.53,43 | 31 juli 2021    | Inzell     |
| 3000 meter | 4.11,31 | 21 oktober 2018 | Heerenveen |

(laatst bijgewerkt: 26 januari 2025

## Resultaten
| Jaar | NK Afstanden       | NK Sprint               | Wereldbeker |
| ---- | ------------------ | ----------------------- | ----------- |
| 2020 | 18e 500m           |                         |             |
| 2021 | DQ 500m            |                         |             |
| 2022 | 12e 500m 24e 1000m | 9e (9e, 13e, 6e, 14e)   |             |
| 2023 | DQ 500m 17e 1000m  | 12e · (6e, 17e, , 15e)  |             |
| 2024 | 5e 500m            | 16e (12e, 18e, 5e, 20e) |             |
| 2025 | 4e 500m            |                         |             |

(#, #, #, #) = afstandspositie op sprinttoernooi (500m, 1000m, 500m, 1000m).
DQ = diskwalificatie voor bepaalde afstand
Team IKO
Joy Beune · Stijn van de Bunt · Mats van den Bos · Sebas Diniz · Michelle de Jong · Robin Groot · Pien Hersman · Marten Liiv · Dai Dai N'tab · Jesse Speijers · Bart Swings · Kayo Vos
Coach: Erwin ten Hove · Martin ten Hove · Erik Bouwman